# Santa Coloma de Gramanet
Santa Coloma de Gramnet (Gramenet del Besòs) este o localitate în Spania în comunitatea Catalonia în provincia Barcelona. În 2006 avea o populație de 119.056 locuitori cu o suprafață de 7 km2.

Santa Coloma de Gramanet

## Personalități născute aici
- Raúl Tamudo (n. 1977), fotbalist.